# Tricalysia pedicellata
Tricalysia pedicellata är en måreväxtart som beskrevs av Elmar Robbrecht. Tricalysia pedicellata ingår i släktet Tricalysia och familjen måreväxter. IUCN kategoriserar arten globalt som sårbar. Inga underarter finns listade i Catalogue of Life.